# Colette Tshomba Ntundu
Colette Tshomba Ntundu, née le 23 Février 1966 à Lubumbashi, est une femme politique de la république démocratique du Congo. Elle est élue députée nationale pour la circonscription de Funa (Kinshasa II) à trois reprises, en 2006, 2011 et 2018.

## Biographie

### Formation
En 2005, Colette Tshomba obtient une licence en journalisme option politique intérieure, à l'IFASIC, Institut Facultaire des Sciences de l'Information et de la Communication à Kinshasa.

### Carrière médiatique
En 1989, Colette Tshomba Ntundu intègre la télévision nationale Zaïroise (OZRT). Elle débute comme télé-speakerine avant de présenter le grand Journal Télévisé de 20 heures entre 1993 et 1995.
Elle fonde le journal UHURU en 2002 et le magazine AWA en 2004.
Depuis 2014, elle est doctorante, enseignante et chercheuse à l'IFASIC, Institut Facultaire des Sciences de l'Information et de la Communication à Kinshasa.

### Carrière politique
Les premières élections présidentielles libres en RDC depuis l’indépendance en 1960 ont lieu le 30 juillet 2006. Celles-ci sont remportées par Joseph Kabila au 2e tour face à Jean-Pierre Bemba. Les élections législatives se tiennent en même temps que la présidentielle. Colette Tshomba Ntundu est élue députée nationale pour la circonscription de Funa (Kinshasa II) sur la liste du parti Alliance pour le renouveau du Congo de Olivier Kamitatu.
Colette Tshomba mène des actions de mobilisation qui mènent à la création de la Maison des Congolais de l'étranger et des Migrants (MCDEM) en février 2009. Des établissements de fonds de solidarité pour Congolais sont ouverts dans plusieurs pays africains et des prestations d'assurances santé et obsèques sont mises en place avec la SONAS.
Colette Tshomba Ntundu est vice-ministre des Congolais de l'étranger dans trois gouvernements successifs entre le 27 février 2007 et le 11 septembre 2011. Elle est vice-ministre des Congolais de l’étranger le 27 février 2007 dans le gouvernement Gizenga I. Elle est reconduite le 25 novembre 2007 dans le gouvernement Gizenga II. Elle est reconduite le 10 octobre 2008, dans le gouvernement d'Adolphe Muzito I.
Le 28 novembre 2011 se tiennent les élections présidentielles au scrutin uninominal majoritaire à un tour. Joseph Kabila est réélu face à Étienne Tshisekedi. Les élections législatives ont lieu le même jour. Colette Tshomba Ntundu est réélue députée nationale pour la circonscription de Funa (Kinshasa II) sur la liste du parti MIP, Mouvement pour l'Intégrité du Peuple dans le regroupement Mozaïque PPRD.
Colette Tshomba Ntundu est nommée Membre du Conseil d'Administration de l'entreprise publique CVM, Congolaise des Voies Maritimes, sur ordonnance présidentielle le 13 juillet 2017.
Les élections présidentielles du 30 décembre 2018 se tiennent en même temps que les élections législatives et provinciales. Félix Tshisekedi est proclamé vainqueur de l'élection présidentielle devant Martin Fayulu et Emmanuel Ramazani Shadary. Colette Tshomba Ntundu est réélue députée nationale pour la circonscription de Funa (Kinshasa II) sur la liste du parti MIP, Mouvement pour l'Intégrité du Peuple dans le regroupement FCC, Front commun pour le Congo.
Le 3 février 2021, Colette Tshomba Ntundu est élue par ses pairs au poste de rapporteur adjoint de l'Assemblée nationale.

### Vie privée
Colette Tshomba Ntundu est née à Lubumbashi
le 23/02/1966 d'une mère congolaise, Lydie-Esther Kaseka et d'un père congolais, Jean-Marie Tshomba Kichoma (décédé en 1999).
Colette Tshomba est mère de trois enfants: Karim Diallo Tshomba, né en 1996 et les jumelles Aminata et Awa Diallo Tshomba, nées en 1998.
Colette Tshomba est la sœur du chirurgien italien Yamume Tshomba du centre hospitalier universitaire Gemelli à Rome. Elle est également la sœur de Serge Kayembe, chroniqueur culturel congolais et ancien Député National.